# Cambridge Town
Koordinaten: 31° 56′ S, 115° 47′ O

Der Town of Cambridge ist ein lokales Verwaltungsgebiet (LGA) im australischen Bundesstaat Western Australia. Cambridge gehört zur Metropole Perth, der Hauptstadt von Western Australia. Das Gebiet ist 22 km² groß und hat etwa 26.800 Einwohner (2016).
Cambridge liegt an der australischen Westküste nördlich des Swan River und ist etwa sieben bis zehn Kilometer vom Stadtzentrum von Perth entfernt. Der Sitz des Town Councils befindet sich im Stadtteil Floreat im Osten der LGA, wo etwa 7900 Einwohner leben (2016).

## Verwaltung
Der Cambridge Council hat neun Mitglieder, acht Councillor werden von den Bewohnern der zwei Wards (je vier aus dem Coast und dem Wembley Ward) gewählt. Der Mayor (Bürgermeister) und Ratsvorsitzende wird zusätzlich von allen Bewohnern des Towns gewählt.